# Tagea Brandt
Tagea Brandt (née Rovsing) (Copenhague, 1847-Odense, 1882) fue una feminista danesa. El Tagea Brandt Rejselegat (premio danés para mujeres que han realizado una contribución significativa en la ciencia, la literatura o el arte) se nombra en su honor.

## Biografía
Nacida como Tagea Rovsing en Copenhague el 17 de marzo de 1847. Hija de la educadora, directora y política Kristen Rovsing (1812-1889) y de la feminista y activista por los derechos de las mujeres Marie Rovsing (1814-1888).Fue educada en la escuela de niñas progresistas de Døtreskolen af 1791, y pudo estudiar francés en París en 1861. Su madre pertenecía a la generación pionera del movimiento de mujeres danés del feminismo de la primera ola, y fue una de las primeras integrantes del Dansk Kvindesamfund (DK) cuando se fundó en 1871. Tanto ella como su hermana Esther fueron introducidas por su madre en el  trabajo del movimiento de mujeres de la DK. Fue miembro de la junta y secretaria de DK y Kvindelig Læseforening ('Club de lectura de mujeres') desde 1877 hasta 1880. Brandt era conocida por su mente clara y optimismo.
En 1880, renunció a sus asignaciones dentro del movimiento de mujeres para contraer matrimonio por amor con un hombre al que conocía desde hacía diez años. En 1881 se casó con el industrial danés Vilhelm Brand, y su matrimonio fue descrito como feliz.
Murió en Odense en 1882, un año después de su matrimonio, en una enfermedad de la sangre. repentina muerte inspiró a su viudo a crear un premio a su honor y honrar sus intereses en los derechos de la mujer.

## Beca
La beca Tagea Brandt Rejselegat (Beca de viaje) es un premio danés que se otorga anualmente el 17 de marzo a mujeres que han realizado una contribución significativa en la ciencia, la literatura o el arte. Fue creado y dotado económicamente por su esposo, Vilhelm Brandt, en 1905.